# Michael Frayn
Michael Frayn (London, 1933. szeptember 8. – ) angol író, drámaíró, műfordító. Leghíresebb művei a Koppenhága (Coppenhagen) és a Még egyszer hátulról/Veszett fejsze (Noises Off) című színdarabok. Orosz drámaírók, elsősorban Csehov műveinek neves angol fordítója.

## Magyarul
- Bádogemberek; ford. Borbás Mária, ill. Tettamanti Béla; Európa, Bp., 1986 (Vidám könyvek)
- Kémek; ford. Lantos István; Palatinus, Bp., 2003
- Szigliget. Balmorál két részben; Michael Frayn Balmoral című darabjából írta Hamvai Kornél; Nemzeti Színház, Bp., 2007 (Nemzeti Színház színműtár)

## Színház
- Szigliget (balmorál). Kaposvári Csiky Gergely Színház. [2011. augusztus 10-i dátummal az eredetiből archiválva]. (Hozzáférés: 2014. október 9.)